# Андовер (Массачусетс)
Андовер (англ. Andover) — місто (англ. town) в США, в окрузі Ессекс штату Массачусетс. Населення — 36 569 осіб (2020).

## Географія

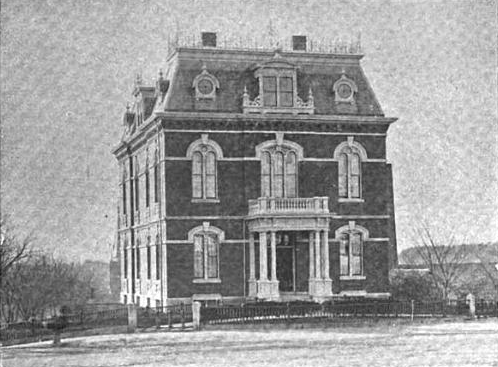
Бібліотека Андовера (фото 1891)

Місто Андовер розташоване на північному сході США, в окрузі Ессекс штату Массачусетс. Лежить на річці Шошин. Площа міста становить 83,2 км². Чисельність населення дорівнює 31.247 осіб (на 2000 рік). Густота населення — 389,1 осіб/км². Близько 92 % населення Андовера — білі.
У місті розташований відомий навчальний заклад — Академія Філліпса.

## Демографія

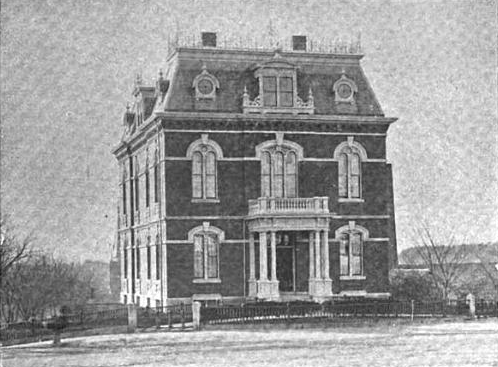
Бібліотека Андовера (фото 1891)

Згідно з переписом 2010 року, у місті мешкала 33 201 особа в 11 851 домогосподарстві у складі 8817 родин. Було 12423 помешкання
Расовий склад населення:
| - 85,4 % — білих - 10,4 % — азіатів - 1,2 % — чорних або афроамериканців - 0,1 % — корінних американців - 1,3 % — осіб інших рас |

До двох чи більше рас належало 1,7 %. Частка іспаномовних становила 3,6 % від усіх жителів.
За віковим діапазоном населення розподілялося таким чином: 26,4 % — особи молодші 18 років, 60,2 % — особи у віці 18—64 років, 13,4 % — особи у віці 65 років та старші. Медіана віку мешканця становила 42,1 року. На 100 осіб жіночої статі у місті припадало 93,3 чоловіків; на 100 жінок у віці від 18 років та старших — 89,5 чоловіків також старших 18 років.
Середній дохід на одне домашнє господарство становив 179 237 доларів США (медіана — 143 292), а середній дохід на одну сім'ю — 207 932 долари (медіана — 172 684). Медіана доходів становила 124 184 долари для чоловіків та 80 137 доларів для жінок. За межею бідності перебувало 4,4 % осіб, у тому числі 3,9 % дітей у віці до 18 років та 5,4 % осіб у віці 65 років та старших.
Цивільне працевлаштоване населення становило 17 632 особи. Основні галузі зайнятості: освіта, охорона здоров'я та соціальна допомога — 30,4 %, науковці, спеціалісти, менеджери — 18,1 %, виробництво — 15,2 %.